# Siemino
Siemino – nieistniejące jezioro położone 3 km na północny zachód od Nowego Worowa oraz 16 km na północny zachód od Czaplinka. Obecnie doliną pozostałą po tym jeziorze płynie rzeka, łącząca jezioro Tuczno z jeziorem Siecino.

## Historia
W XV wieku jezioro leżało na granicy księstwa słupskiego,  Nowej Marchii, a później Brandenburgii oraz Korony Królestwa Polskiego. Odnotowane zostało w 1436 pod nazwą „Cemino”, 1549 „Cemmin”, 1565 „Semino, Siemino”.
Jezioro odnotowano w historycznym opisie granicy państwowej pomiędzy Polską, Nową Marchią, a pomorskim księstwem słupskim. Powstał on w 1436 w czasie negocjacji granicznych pomiędzy Koroną Królestwa Polskiego, a zakonem krzyżackim. Dokument ten oblatowano w latach 1549–1628 i cytowany był we fragmentach w późniejszych dokumentach historycznych. Ówczesna granica pomiędzy Polską, a Pomorzem biegła środkiem jeziora Siemino do jeziora Tuczno, 18 kilometrów na północny-zachód od Czaplinka. Szła dalej brzegiem jeziora, pół mili od Nowego Worowa, 1,5 mili od Drahimia (obecnie Stare Drawsko) gdzie znajdował się kopiec narożny, wysoki na 1,5 pręta, który rozdzielał Polskę, Nową Marchię oraz księstwo słupskie na Pomorzu.
Jezioro Siemino w postaci wąskiej rynny widoczne jest jeszcze na mapie Schmettau’a z 1780. Na północnym krańcu tego jeziora zaznaczono także kopiec graniczny ustawiony pomiędzy Polską, Nową Marchią, a pomorskim księstwem słupskim. Do niedawna w okolicy znajdował się także kamień graniczny z wyrytym trójkątem równoramiennym, na którego wierzchołkach widniały litery P (Polska), B (Brandenburgia) i S (księstwo słupskie), prawdopodobnie oznaczającym trójstyk granic państwowych oraz literą S uznawaną za znak graniczny księstwa słupskiego. Kamień ten jednak zniknął w niewyjaśnionych okolicznościach w 1996. , Latem 1996 przy pomocy ciężkiego sprzętu został on podniesiony na ciężarówkę i prawdopodobnie wywieziony do Niemiec. Sprzęt sprowadzony został z Appen w kraju związkowym Szlezwik-Holsztyn, z okolic Bad Schwartau, gdzie po II wojnie światowej osiedliło się wielu dawnych mieszkańców Czaplinka. Bad Schwartau prowadzi obecnie partnerską współpracę z miastem Czaplinek.